# آرکلی
آرکلی (به انگلیسی: Arkley) یک روستا و ناحیه در بریتانیا است که در منطقه بارنت لندن واقع شده‌است.